# Tranh đoạt sông

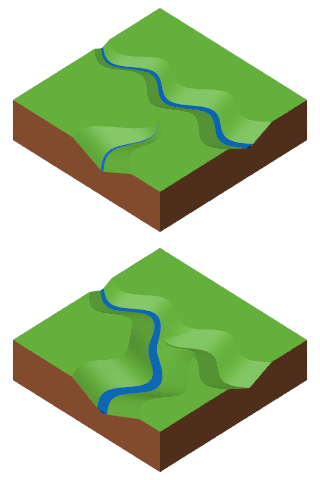
Tranh đoạt sông, hình trên biểu thị: sông nằm ở mặt bên đường phân thuỷ phát sinh xói mòn hướng lên về phía thượng nguồn, hình dưới biểu thị: sông đổi hướng hợp nhất vào sông tranh đoạt. Sông đoạn đầu ở hạ du thì khô cạn, có địa mạo thung lũng.

Tranh đoạt sông (chữ Anh: stream capture, river capture), là một danh từ địa lí học, chỉ hiện tượng trong quá trình phát triển dòng sông, hai dòng sông láng giềng do quan hệ xói mòn bên hoặc xói mòn hướng lên, "sông vị trí thấp" vượt qua đường phân thuỷ cướp đoạt vùng tích tụ nước của "sông vị trí cao" ở thượng du. "Sông vị trí thấp" tranh đoạt sông vị trí cao gọi là "sông tranh đoạt", "sông vị trí cao" ở thượng du bị tranh đoạt gọi là "sông đổi hướng", đoạn sông còn sót lại mất đi nguồn nước của "sông vị trí cao" gọi là "sông đoạn đầu". Đường phân thuỷ mới do lòng sông cũ của sông đổi hướng và sông đoạn đầu hình thành, gọi là khe gió. Việc nghiên cứu tranh đoạt sông đều rất có ý nghĩa đối với việc phân chia hướng chảy và vị trí của sông qua các niên đại khác nhau, làm rõ lịch sử phát triển của sông, cùng với tìm kiếm sa khoáng bồi tích. 

## Định nghĩa
Tranh đoạt sông chỉ hiện tượng, đối với dòng sông nằm ở hai bên đường phân thuỷ, bởi vì chênh lệch tốc độ xói mòn khá lớn, cho nên một trong hai dòng sông có lực xói mòn mạnh đủ khả năng cắt xuyên qua đường phân thuỷ, cướp đoạt đoạn sông thượng du có lực xói mòn khá yếu. Sau khi phát sinh tranh đoạt sông, hệ thống sông ngòi tổ hợp mới lại thành các hình thái địa mạo như sông tranh đoạt, sông đổi hướng, sông đoạn đầu và khe gió. Nguyên nhân hình thành tranh đoạt sông có quan hệ với việc di chuyển đường phân thuỷ và vận động tân kiến tạo. Khi độ dốc và độ dài của hai bên đường phân thuỷ không tương đồng, tốc độ xòi mòn hướng lên của hai bên dòng sông cũng không tương đồng, ở một bên có tốc độ xói mòn hướng lên khá nhanh, nguồn sông kéo duỗi về phía đường phân thuỷ cũng nhanh. Khi cắt qua đường phân thuỷ, dòng sông xói mòn khá nhanh đoạt lấy đoạn sông thượng du, hoàn thành xong quá trình tranh đoạt sông. Có lúc ở trong phạm vi một lưu vực nào đó phát sinh sự nhô lên tân kiến tạo cục bộ, dòng sông không thể bảo toàn đường chảy ban đầu, ép buộc đoạn sông thượng du chảy vào trong một con sông khác để hình thành hiện tượng tranh đoạt sông. Sau khi tranh đoạt sông, sông vị trí thấp tranh đoạt sông vị trí cao gọi là sông tranh đoạt, sông vị trí cao ở thượng du bị tranh đoạt gọi là sông đổi hướng, thượng nguồn của sông đổi hướng vì nguyên do bị sông tranh đoạt cướp lấy, do đó khiến cho đoạn sông hạ du trở thành sông đoạn đầu. Tại chỗ đột ngột đổi hướng của sông đổi hướng, vẫn giữ lại sỏi bồi tích hoặc kiểu hình thung lũng, gọi là khe gió. Ở chỗ tiếp giáp của sông đổi hướng và sông tranh đoạt, hướng chảy của sông cực kì không tự nhiên, thường thường xuất hiện hiện tượng bẻ cong đột ngột, gọi là khuỷu sông tranh đoạt, ở chỗ sát gần khuỷu sông tranh đoạt có lúc hình thành nước rơi. Tranh đoạt sông là hiện tượng thường hay phát sinh trong quá trình phát triển hệ thống sông ngòi, nó không chỉ phản ánh lịch sử phát triển và thay đổi của dòng sông, cũng đáng để nghiên cứu phương thức và cường độ hoạt động tân kiến tạo, ngoài ra có thể tìm kiếm tài nguyên sa khoáng có liên quan.

## Hình thành

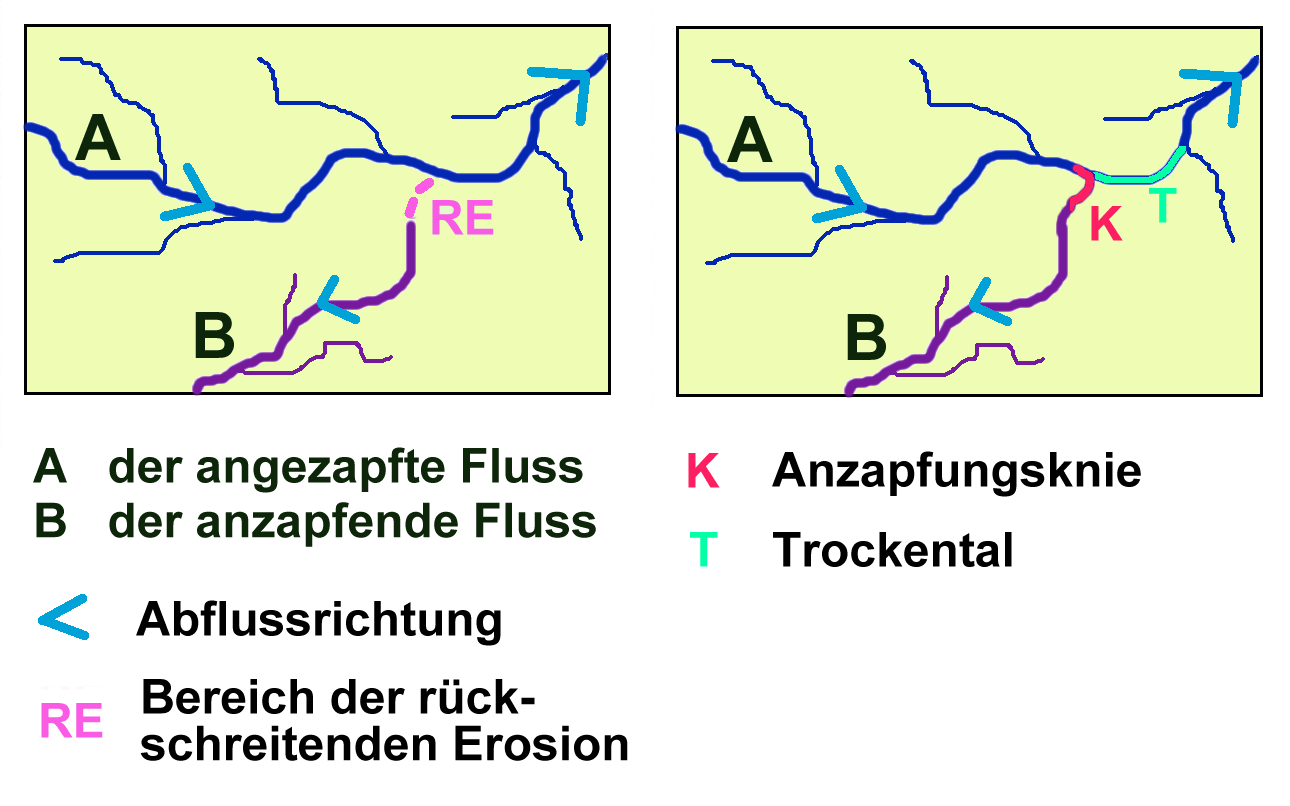
Hình vẽ biểu thị quá trình tranh đoạt sông.

### Điều kiện phát sinh
Giữa hai dòng sông muốn phát sinh hiện tượng tranh đoạt sông, cần phải có ba điều kiện ban đầu:
1. Khoảng cách giữa hai con sông không thể quá xa.
2. Tác dụng xói mòn bên hoặc xói mòn hướng lên của một trong hai con sông phải mãnh liệt.
3. Cần phải có một sông là sông vị trí cao, một sông là sông vị trí thấp.

### Quá trình
1. Đầu tiên, chủ lưu hoặc chi lưu của sông vị trí thấp phát sinh xói mòn hướng lên hoặc xói mòn bên cho đến đường phân thuỷ phân chia ranh giới với sông vị trí cao.
2. Sau đó, đường phân thuỷ tại vị trí xói mòn sản sinh vách gãy, đồng thời hình thành sự sụp đổ của khối đá.
3. Kế tiếp, sự xói mòn vượt qua sống núi nguyên lúc đầu khiến cho sống núi giáng xuống và biến hoá.
4. Tiến một bước, đường phân thuỷ của vị trí xói mòn biến mất, dòng nước thượng du của sông vị trí cao đổi hướng chảy vào sông vị trí thấp, hình thành tranh đoạt sông.

## Ảnh hưởng chủ yếu
Sau khi sông đổi hướng hợp nhất vào sông tranh đoạt, lưu lượng gia tăng và sự chênh lệch mực nước của sông đổi hướng gia tăng khiến cho mức cơ sở xói mòn giảm xuống, lực xói mòn nước chảy của sông tranh đoạt và sông đổi hướng sẽ gia tăng cho nên sản sinh hẻm núi hoặc thềm sông. Sông đoạn đầu vì nguyên do mất đi vùng tích tụ nước, hiện ra tình hình "sông vô năng" - thung lũng lớn mà nước ít, dễ dàng phát sinh bồi tích, một phần sông đoạn đầu vì nguyên do kênh rạch bằng phẳng, thong thả nên sản sinh ao chứa nước, thí dụ như ao Song Liên Bì (nghĩa là hai cái ao nối liền) ở Nghi Lan, Đài Loan, nhưng mà chỗ hợp nhất chi lưu của nó dễ dàng hình thành quạt phù sa. Việc thay đổi kênh rạch của vùng tích tụ nước khiến cho sự phân phối nguồn nước hạ du thay đổi, đối với ngành nghề dùng thuỷ lượng khá lớn như nông nghiệp, nước uống của cư dân và giao thông hà đạo sẽ hình thành bồi tích, thuỷ lượng hạ du của sông tranh đoạt gia tăng có lợi cho phát triển, hạ du sông đoạn đầu giảm bớt nguồn cấp nước.

## Ví dụ
- Khoảng hàng chục nghìn năm trước, sông Tú Cô Loan cổ đại thuộc phía đông Đài Loan chảy từ tây sang đông nằm ở phía đông của dãy núi Hải Ngạn phát sinh xói mòn hướng lên cắt xẻ thượng du sông Hoa Liên thuộc dãy núi Hải Ngạn chảy từ nam lên bắc nằm ở thung lũng Hoa Đông. Khoảng 60 nghìn năm trước, các gò đồi ở Đài Bắc sụt lún hình thành bồn địa Đài Bắc, sông Tân Điếm cổ đại nguyên lúc đầu chảy từ đông sang tây rồi nhập vào biển tại Lâm Khẩu, lại chuyển hướng bắc từ Đạm Thuỷ rồi nhập vào biển hình thành sông Đạm Thuỷ cổ đại, đồng thời xói mòn về phía nam  ven rìa đài địa Lâm Khẩu khoảng 30.000 năm trước ở Thạch Môn, tranh đoạt sông Đại Hán cổ đại nguyên lúc đầu chảy từ đông sang tây rồi nhập vào biển tại Đào Viên. Sông Cơ Long cổ đại - một chi lưu khác, phát sinh xói mòn hướng đông lần lượt ở Bát Đổ, Thuỵ Phương vào 20.000 năm trước, tranh đoạt cả hai dòng sông nguyên lúc đầu chảy tư nam lên bắc rồi nhập vào biển ở Cơ Long và Thuỵ Tân, hợp lưu thành lưu vực sông Đạm Thuỷ ngày nay.[3][4]
- Sông Teays ở thượng du nằm giữa bang Ohio và bang West Virginia tranh đoạt sông Ohio.
- Sông Nenotani thuộc lưu vực sông Ōta ở tỉnh Hiroshima, Nhật Bản, tranh đoạt với sông Gōnokawa.

## Ý nghĩa nghiên cứu
Đường phân thuỷ ở khu vực đồng bằng, cao lên và nhô ra không rõ ràng, có chỗ là gò đồi thấp lùn hoặc núi nhỏ thấp, có lúc thậm chí là mặt đất thấp bằng, trên thực tế không tồn tại tính ổn định đường phân thuỷ ở khu vực đồng bằng. Vì vậy, việc đổi hướng dòng sông và đổi dời hệ thống sông ngòi, là rất thường xuyên. Trên đồng bằng ngập lụt, tuỳ theo sự bồi tích liên tục của lòng sông và sự lên cao từ từ của đê tự nhiên, khiến cho mực nước của sông cao hơn khu vực đường phân thuỷ giữa các sông, hình thành sông treo trên đất (suspended river). Bỗng nhiên có một hôm nước lũ tràn vỡ đê tự nhiên, làm phát sinh sự đổi hướng của sông. Sông đổi hướng có thể đổ vào một dòng sông có địa thế khá thấp khác, cũng có thể chiếm lấy vùng đất thấp giữa các sông hoặc kênh rạch cũ bị bỏ hoang. Trong tình huống trước, có thể hình thành một loạt đặc trưng địa mạo như sông thêm nước, sông đổi dòng và sông giảm nước. Trong tình huống sau, sông đổi dòng đã chiếm lấy vùng đất thấp giữa các sông, đồng thời hình thành kênh rạch mới. Dòng sông sau khi đổi dòng, vì nguyên do bồi tích liên tục, khiến cho lòng sông tăng cao, hai bên của nó sẽ xuất hiện đê tự nhiên mới. Nhưng mà, so với kênh rạch và đê tự nhiên cũ ban đầu thì thấp, tuỳ theo sự bồi tích dần dần của dòng nước ngập lụt, nó bị chôn vùi dưới đất sét, đất á sét (clay loam) và tầng bồi tích tướng hồ. Lớp sỏi ở kênh rạch cũ đó, trở thành tầng chứa nước nước ngầm phong phú. Vì thế, việc hiểu biết và nắm vững quy luật đổi hướng dòng sông và dời đổi hệ thống sông ngòi ở khu vực đồng bằng, đều có sẵn ý nghĩa trọng yếu về các phương diện như phòng chống lũ lụt, tiêu trừ nước úng, khai phá lợi dụng tài nguyên nước dưới đất, và khởi công xây dựng hồ chứa nước dưới đất.